# 茨木市立北陵中学校
茨木市立北陵中学校（いばらきしりつ ほくりょうちゅうがっこう）は、大阪府茨木市山手台一丁目にある公立中学校。
茨木サニータウンの街開きによる生徒数増加に伴い、従来の茨木市立北中学校の校区を分離する形で1983年に開校した。校区には茨木サニータウンが含まれる。
学校建設の際、学校予定地とその周辺から安威古墳群が発掘されている。学校南側で発見された安威0号墳と、学校敷地内で発見された安威1号墳は、茨木市指定文化財（1997年4月1日文化財指定）としてそれぞれ保存されている。学校名の「北陵」も、古墳が発掘されたことに由来している。
2002年-2004年には文部科学省エイズ教育推進地域学校に指定され、現在もエイズ教育が盛んである。北陵中学校のエイズ教育は新聞などで度々取り上げられており、 毎年3年生は近隣の小学校などへ出前授業を行っている。

## 沿革
- 1983年4月1日 - 茨木市立北陵中学校として開校（茨木市立北中学校の生徒増により分離独立）。
- 1988年 - 茨木市から、生徒指導の研究校に指定される（1989年度まで）。
- 2002年 - 文部科学省から、エイズ教育推進地域学校に指定される（2004年度まで）。
- 2006年 - 大阪府性教育調査研究事業のモデル校に指定される。

## 通学区域
- 茨木市立山手台小学校の通学区域全域。
- 茨木市立安威小学校の通学区域の一部。

茨木市 山手台1-7丁目、西安威2丁目（一部除く）、東安威1・2丁目、安威1-4丁目、大字安威、大字桑原、大字大門寺、大字生保。
- 茨木市立忍頂寺小学校の通学区域全域。（スクールバス使用）

## 著名な出身者
- 萩原　佳 - 衆議院議員

## 交通
- 阪急バス（JR茨木・阪急茨木～茨木サニータウン行） 茨木サニータウンバス停 南東へ約700m。